# Championnat du Belize de football 2008-2009
Navigation
Saison précédente Saison suivante
La Belize Premier Football League 2008-2009 est la vingtième édition de la première division bélizienne.
Lors de ce tournoi, le l'Hankook Verdes a tenté de conserver son titre de champion du Belize face aux neuf meilleurs clubs beliziens.
Chacun des dix clubs participant était confronté deux fois aux quatre autres équipes de leur groupe et une fois à deux équipes de l'autre groupe. Puis les quatre meilleurs de chaque groupe se sont affrontés lors d'une phase finale à la fin de la saison.
Seulement une place était qualificative pour la Ligue des champions de la CONCACAF.

## Les 10 clubs participants
| \| FC Belize Benque DC United Hankook Verdes Defence Force Georgetown Ibayani Benque DC United Hankook Verdes Ilagulei Wagiya Suga Boys Juventus Nizhee Corozal San Pedro Dolphins Ilagulei Wagiya \| Localisation des clubs engagés dans le championnat. |
| FC Belize Benque DC United Hankook Verdes Defence Force Georgetown Ibayani Benque DC United Hankook Verdes Ilagulei Wagiya Suga Boys Juventus Nizhee Corozal San Pedro Dolphins Ilagulei Wagiya                                                           |

| Club                    | Stade                         | Capacité          | Ville                   |
| FC Belize               | Stade MCC Grounds             | 3 500             | Belize City             |
| Benque DC United (en)   | Stade Edmund Marshalleck      | 2 000             | Benque Viejo del Carmen |
| Defence Force           | Stade Norman Broaster         | 2 000             | San Ignacio             |
| Georgetown Ibayani (en) | Stade Michael Ashcroft        | 2 000             | Independence            |
| Hankook Verdes          | Stade Pedro Mena Guerra       | Capacité inconnue | Benque Viejo del Carmen |
| Ilagulei (en)           | Stade Carl Ramos              | 3 500             | Dangriga                |
| Suga Boys Juventus      | Stade du peuple d'Orange Walk | 4 500             | Orange Walk Town        |
| Nizhee Corozal (en)     | Stade Ricalde                 | 1 000             | Corozal Town            |
| San Pedro Dolphins (en) | Stade Ambergris               | 3 500             | San Pedro Town          |
| Wagiya (en)             | Stade Carl Ramos              | 3 500             | Dangriga                |

## Compétition
Cette compétition se déroule de la façon suivante, en deux phases :
- La phase régulière : les dix journées de championnat.
- La phase finale : les confrontations aller-retour allant des quarts de finale à la finale.

### Phase régulière
Lors de la phase régulière les dix équipes affrontent à deux reprises les quatre autres équipes de leur groupe et une fois deux équipes de l'autre groupe selon un calendrier tiré aléatoirement.
Les quatre meilleures équipes de chaque groupe sont directement qualifiées pour les quarts de finale.
Le classement est établi sur le barème de points classique (victoire à 3 points, match nul à 1, défaite à 0).
Le départage final se fait selon les critères suivants :
- Le nombre de points.
- La différence de buts générale.
- Le nombre de buts marqué.

#### Classement
| Rang | Équipe                  | Pts | J  | G | N | P | Bp | Bc | Diff |
| ---- | ----------------------- | --- | -- | - | - | - | -- | -- | ---- |
| 1    | FC Belize               | 26  | 10 | 8 | 2 | 0 | 21 | 8  | +13  |
| 2    | Nizhee Corozal (en) (P) | 14  | 10 | 4 | 2 | 4 | 13 | 16 | -3   |
| 3    | Suga Boys Juventus      | 12  | 10 | 4 | 0 | 6 | 21 | 23 | -2   |
| 4    | San Pedro Dolphins (en) | 11  | 10 | 3 | 2 | 5 | 14 | 16 | -2   |
| 5    | Hankook Verdes (T)      | 9   | 10 | 2 | 3 | 5 | 17 | 16 | +1   |

| Rang | Équipe                    | Pts | J  | G | N | P | Bp | Bc | Diff |
| ---- | ------------------------- | --- | -- | - | - | - | -- | -- | ---- |
| 1    | Ilagulei (en) (P)         | 19  | 10 | 5 | 4 | 1 | 20 | 12 | +8   |
| 2    | Defence Force             | 17  | 10 | 4 | 5 | 1 | 21 | 9  | +12  |
| 3    | Georgetown Ibayani (en)   | 15  | 10 | 4 | 3 | 3 | 16 | 16 | 0    |
| 4    | Benque DC United (en) (P) | 9   | 10 | 1 | 6 | 3 | 15 | 19 | -4   |
| 5    | Wagiya (en)               | 4   | 10 | 1 | 1 | 8 | 11 | 34 | -23  |

| Légende : Qualifications et relégations | Légende : Qualifications et relégations                                           |
| --------------------------------------- | --------------------------------------------------------------------------------- |
|                                         | Qualifié pour les quarts de finale                                                |
|                                         | (T) : Tenant du titre (P) : promu à la suite de l'élargissement de la compétition |

### La phase finale
Les huit équipes qualifiées sont réparties dans le tableau final d'après leur classement, le premier affrontant le quatrième de l'autre groupe, le deuxième affrontant le troisième et vice-versa.
En cas d'égalité sur la somme des deux matchs, c'est l'équipe ayant marqué le plus de buts à extérieur qui l'emporte puis des prolongations et une séance de tirs au but ont éventuellement lieu.

#### Tableau
|  |                         |               |                     |               |               |               |      |            |            |            |            |                     |      |   |        |        |        |        |        |  |  |
|  | 1/4 de finale           | 1/4 de finale | 1/4 de finale       | 1/4 de finale | 1/4 de finale |               |      | 1/2 finale | 1/2 finale | 1/2 finale | 1/2 finale | 1/2 finale          |      |   | Finale | Finale | Finale | Finale | Finale |  |  |
|  |                         |               |                     |               |               |               |      |            |            |            |            |                     |      |   |        |        |        |        |        |  |  |
|  |                         |               |                     |               |               |               |      |            |            |            |            |                     |      |   |        |        |        |        |        |  |  |
|  | Suga Boys Juventus      | (N3)          | 4                   | 2             | 2(2)          |               |      |            |            |            |            |                     |      |   |        |        |        |        |        |  |  |
|  | Suga Boys Juventus      | (N3)          | 4                   | 2             | 2(2)          |               |      |            |            |            |            |                     |      |   |        |        |        |        |        |  |  |
|  | Defence Force           | (S2)          | 2                   | 4             | 2(3)          |               |      |            |            |            |            |                     |      |   |        |        |        |        |        |  |  |
|  | Defence Force           | (S2)          | 2                   | 4             | 2(3)          | Defence Force | (S2) | 1          | 2          |            |            |                     |      |   |        |        |        |        |        |  |  |
|  |                         |               |                     |               |               | Defence Force | (S2) | 1          | 2          |            |            |                     |      |   |        |        |        |        |        |  |  |
|  |                         |               | Nizhee Corozal (en) | (N2)          | 3             | 4             |      |            |            |            |            |                     |      |   |        |        |        |        |        |  |  |
|  | Georgetown Ibayani (en) | (S3)          | Nizhee Corozal (en) | (N2)          | 3             | 4             | 1    | 0          |            |            |            |                     |      |   |        |        |        |        |        |  |  |
|  | Georgetown Ibayani (en) | (S3)          |                     |               |               |               |      |            |            |            |            |                     |      |   |        |        |        |        |        |  |  |
|  | Nizhee Corozal (en)     | (N2)          | 2                   | 0             |               |               |      |            |            |            |            |                     |      |   |        |        |        |        |        |  |  |
|  | Nizhee Corozal (en)     | (N2)          | 2                   | 0             |               |               |      |            |            |            |            | Nizhee Corozal (en) | (N2) | 0 | 2      |        |        |        |        |  |  |
|  |                         |               |                     |               |               |               |      |            |            |            |            | Nizhee Corozal (en) | (N2) | 0 | 2      |        |        |        |        |  |  |
|  |                         | Ilagulei (en) | (S1)                | 1             | 1             |               |      |            |            |            |            |                     |      |   |        |        |        |        |        |  |  |
|  | San Pedro Dolphins (en) | Ilagulei (en) | (S1)                | 1             | 1             | (N4)          | 0    | 2          |            |            |            |                     |      |   |        |        |        |        |        |  |  |
|  | San Pedro Dolphins (en) |               |                     |               |               |               | 0    | 2          |            |            |            |                     |      |   |        |        |        |        |        |  |  |
|  | Ilagulei (en)           | (S1)          | 2                   | 3             |               |               |      |            |            |            |            |                     |      |   |        |        |        |        |        |  |  |
|  | Ilagulei (en)           | (S1)          | 2                   | 3             | Ilagulei (en) | (S1)          | 2    | 2          |            |            |            |                     |      |   |        |        |        |        |        |  |  |
|  |                         |               |                     |               |               | (S1)          | 2    | 2          |            |            |            |                     |      |   |        |        |        |        |        |  |  |
|  |                         |               | FC Belize           | (N1)          | 3             | 1             |      |            |            |            |            |                     |      |   |        |        |        |        |        |  |  |
|  | Benque DC United (en)   | (S4)          | FC Belize           | (N1)          | 3             | 1             | 1    | 1          |            |            |            |                     |      |   |        |        |        |        |        |  |  |
|  | Benque DC United (en)   | (S4)          |                     |               |               |               | 1    | 1          |            |            |            |                     |      |   |        |        |        |        |        |  |  |
|  | FC Belize               | (N1)          | 2                   | 2             |               |               |      |            |            |            |            |                     |      |   |        |        |        |        |        |  |  |
|  | FC Belize               | (N1)          | 2                   | 2             |               |               |      |            |            |            |            |                     |      |   |        |        |        |        |        |  |  |

#### Quarts de finale
| Club                    | Aller | Retour | Club                | Commentaire       |
| Suga Boys Juventus      | 4-2   | 2-4    | Defence Force       | Tirs au but : 2-3 |
| Georgetown Ibayani (en) | 1-2   | 0-0    | Nizhee Corozal (en) |                   |
| San Pedro Dolphins (en) | 0-2   | 2-3    | Ilagulei (en)       |                   |
| Benque DC United (en)   | 1-2   | 1-2    | FC Belize           |                   |

#### Demi-finales
| Club          | Aller | Retour | Club                | Commentaire |
| Defence Force | 1-3   | 2-4    | Nizhee Corozal (en) |             |
| Ilagulei (en) | 2-3   | 2-1    | FC Belize           |             |

#### Finale
| Match aller      | Ilagulei (en)        | 1:0   | Nizhee Corozal (en) | Stade Carl Ramos |  |
| 30 novembre 2008 | Aaron McLaughlin 90e | (0:0) |                     |                  |  |

| Match retour    | Nizhee Corozal (en)                                 | 2:1   | Ilagulei (en)       | Stade Ricalde |  |
| 7 décembre 2008 | Sergio Villanueva 29e · Antonio Castillo 71e (pen.) | (1:1) | Lisbey Castillo 33e |               |  |

## Bilan du tournoi
| Tableau d'Honneur              |               |
| Compétition                    | Vainqueur     |
| Belize Premier Football League | Ilagulei (en) |

| Qualifications continentales 2009-2010 |               |
| Ligue des champions                    | Qualifiés     |
| Tour Préliminaire                      | Ilagulei (en) |

| Promotions et relégations |                                                   |
| Relégué                   | Benque DC United (en)                             |
| Promu                     | Alliance Scorpions San Pedro Bullsharks Tafari FC |